# Hamidabad (1907)
Hamidabad – turecki torpedowiec z początku XX wieku, jedna z czterech zbudowanych we Francji jednostek typu Demirhisar. Okręt został zwodowany w 1907 roku w stoczni Schneider & Cie w Chalon-sur-Saône i w tym samym roku wcielono go w skład marynarki Imperium Osmańskiego. Torpedowiec wziął udział w I wojnie bałkańskiej i I wojnie światowej, podczas której został zatopiony nieopodal miejscowości İğneada przez rosyjskie niszczyciele 31 października 1917 roku.

## Projekt i budowa
Kontrakt na budowę czterech torpedowców typu Demirhisar (a także czterech niszczycieli typu Samsun) podpisano 22 stycznia 1906 roku. Okręty zostały ostatecznie zamówione przez Turcję we Francji 25 października 1906 roku. Jednostki były identyczne z budowanymi dla Marine nationale torpedowcami typu 38-metrowego Nr 309–311 i 353–358.
„Hamidabad” zbudowany został w stoczni Schneider & Cie w Chalon-sur-Saône. Stępkę okrętu położono w 1906 roku, a zwodowany został w 1907 roku .

## Dane taktyczno-techniczne
Okręt był torpedowcem z kadłubem wykonanym ze stali. Długość całkowita wynosiła 40,2 metra (38 metrów między pionami), szerokość 4,4 metra i zanurzenie 1,9 metra . Wyporność normalna wynosiła 97–97,5 tony, a pełna 101 ton . Jednostka napędzana była przez pionową trzycylindrową maszynę parową potrójnego rozprężania Schneider & Cie o mocy 2200 KM, do której parę dostarczały dwa kotły wodnorurkowe du Temple . Prędkość maksymalna napędzanego jedną śrubą okrętu wynosiła 26 węzłów. Zapas węgla wynosił 11,2 tony.
Na uzbrojenie artyleryjskie jednostki składały się dwa pojedyncze działka kalibru 37 mm Hotchkiss QF L/20 z zapasem 200 nabojów . Broń torpedową stanowiły trzy wyrzutnie kalibru 450 mm: jedna stała na dziobie i zamontowany na pokładzie podwójny obracalny aparat torpedowy, z łącznym zapasem pięciu torped .
Załoga okrętu składała się z 3 oficerów i od 17 do 20 podoficerów i marynarzy .

## Służba
„Hamidabad” został wcielony do składu marynarki wojennej Imperium Osmańskiego w 1907 roku w Stambule .
Podczas I wojny bałkańskiej, 7 października 1912 roku „Hamidabad” wraz z okrętem pancernym „Mesudiye” i torpedowcem „Kütahya” stacjonował w rejonie Bosforu. 22 lutego 1913 roku „Hamidabad” wchodził w skład zespołu okrętów, którego zadaniem było odwrócenie uwagi od działań krążownika „Hamidiye” poszukującego bułgarskich statków handlowych (w jego skład wchodziły ponadto krążownik „Mecidiye”, niszczyciele „Yarhisar”, „Muâvenet-i Milliye” i „Gayret-i Vataniye” oraz torpedowiec „Demirhisar”). 9 marca „Hamidabad” i „Demirhisar” patrolowały rejon Dardaneli. 
W momencie wybuchu I wojny światowej torpedowiec był już mocno wyeksploatowany i zdolny był do osiągnięcia prędkości zaledwie 16 węzłów . Załogę „Hamidabada” stanowiło wówczas 4 Niemców i 32 Turków. 10 grudnia 1915 roku torpedowiec uczestniczył w akcji ratowniczej załóg kanonierek „Yozgat” i „Taşköprü”, zatopionych przez rosyjskie niszczyciele „Dierzkij”, „Gniewnyj” i „Biespokojnyj”.
29 października 1917 roku „Hamidabad” wyszedł ze Stambułu z umieszczonym na pokładzie ładunkiem benzyny i holując trzy trałowce. 31 października torpedowiec nieopodal miejscowości İğneada został przechwycony przez rosyjskie niszczyciele „Pyłkij” i „Bystryj”, a w wyniku ich ostrzału artyleryjskiego doszło do pożaru przewożonej na pokładzie benzyny i zatonięcia jednostki.